# Odontestis murina
Odontestis murina is een vlinder uit de familie visstaartjes (Nolidae). De wetenschappelijke naam van deze soort is voor het eerst geldig gepubliceerd in 1988 door Wiltshire.
De soort komt voor in tropisch Afrika.